# Magda Goebbels

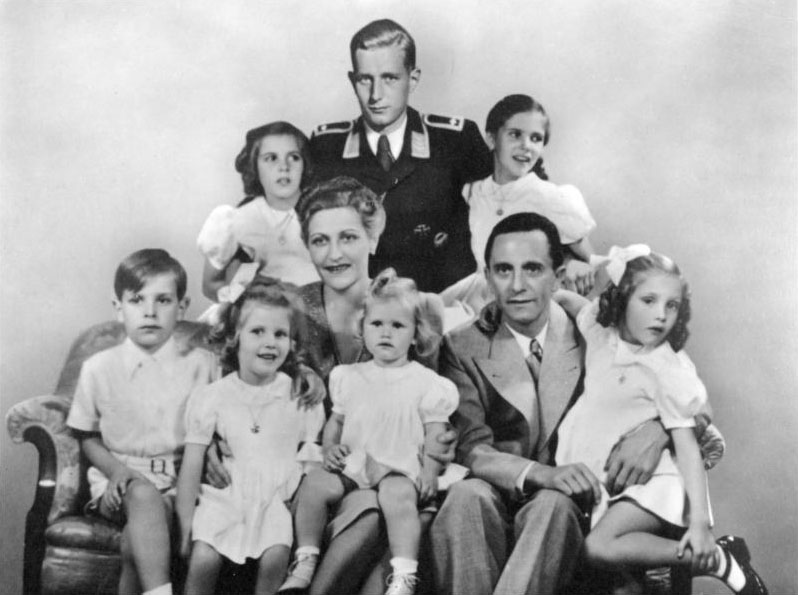
Familjen Goebbels med längst upp i bild Harald Quandt, Magda Goebbels son i ett tidigare äktenskap. Han har senare infogats och retuscherats i detta foto.

Magda Goebbels, född Johanna Maria Magdalena Behrend 11 november 1901 i Berlin, död 1 maj 1945 i Berlin, var hustru till Nazitysklands propagandaminister Joseph Goebbels. Hon benämndes "Tredje rikets första dam".

## Biografi
Magda Behrend gifte sig den 4 januari 1921 med den välbärgade industrimagnaten Günther Quandt, men äktenskapet blev inte lyckligt. Paret fick sonen Harald Quandt senare samma år. De skilde sig 1929 och året därpå mötte hon Joseph Goebbels på ett av Nationalsocialistiska tyska arbetarepartiets (NSDAP) partimöten. Paret gifte sig 1931 med Adolf Hitler som bröllopsvittne.
Makarna Goebbels fick sammanlagt sex barn:
- Helga Susanne, född 1 september 1932
- Hildegard (Hilde) Traudel, född 13 april 1934
- Helmut Christian, född 2 oktober 1935
- Holdine (Holde) Kathrin, född 19 februari 1937
- Hedwig (Hedda) Johanna, född 5 maj 1938
- Heidrun (Heide) Elisabeth, född 29 oktober 1940

I slutet av april 1945 tågade Röda armén in i Berlin och andra världskriget närmade sig sitt slut. Hitler begick självmord tillsammans med sin nyblivna hustru Eva Braun på eftermiddagen den 30 april och makarna Goebbels valde att följa Führern i döden. Dagen därpå, den 1 maj, lät de med assistans av SS-läkaren Ludwig Stumpfegger förgifta sina barn. James P. O'Donnell anser det fastställt att paret Goebbels var överens om att barnen skulle dö men att det var Magda Goebbels som själv dödade dem och att det är oklart var hennes man befann sig vid den tidpunkten.
Strax efter klockan 20:30 gick paret Goebbels upp ur Führerbunkern till Rikskansliets trädgård. Joseph Goebbels bad då sin adjutant, Hauptsturmführer Günther Schwägermann, att bränna familjen efter döden. Vad som sedan hände har inte blivit helt klarlagt. Det existerar olika redogörelser för deras död. Enligt en skildring sköt Goebbels först sin hustru och därefter sig själv; enligt en annan sköt Goebbels sig och hans hustru tog gift. Enligt en tredje redogörelse hade Goebbels bett Schwägermann att ge dem nådaskott efter att de båda hade tagit gift. Då Schwägermann, som kände Goebbels väl, inte hade förmått sig att göra detta, sköts de av Goebbels kammartjänare, Oberscharführer Günther Ochs. När paret Goebbels var döda, hällde Schwägermann, Ochs och Goebbels chaufför, Hauptsturmführer Alfred Rach, bensin över liken och antände dem.
De förkolnade, ofullständigt brända kropparna påträffades följande dag, den 2 maj, av ryska trupper. Barnens kroppar påträffades intakta i Führerbunkern. Samtliga lik togs om hand av ryska rättsläkare som obducerade och fotograferade dem. Ryssarna skall senare i hemlighet ha begravt familjen Goebbels jämte Adolf Hitler och Eva Braun vid SMERSJ:s kontor i Magdeburg. I april 1970 beordrade KGB-chefen Jurij Andropov att kvarlevorna skulle förstöras. Tillsammans med kvarlevorna efter Adolf Hitler, Eva Braun, general Hans Krebs och Hitlers hundar Blondi och Wulf brändes familjen Goebbels kvarlevor. Askan ströddes i floden Ehle, i närheten av orten Biederitz.